# マクラーレン・720S
720S（McLaren 720S）は、イギリスの自動車メーカーであるマクラーレン・オートモーティブが生産している自動車である。車名の720Sは720馬力であることを意味している。

## 概要
720Sは2017年3月に行われたジュネーブショーでお披露目された。この720Sから、マクラーレンの中核モデルであるスーパーシリーズは2世代目に移行し、いわゆるP1ルックではなくなり、先代モデルの650Sからボディ・エクステリア・エンジンがすべて刷新された。650Sのバスタブ型のモノセルから、720Sでは「モノケージII」に進化し、AピラーからBピラーまでセンターピラーでつながる構造となった。マクラーレンの車種の特徴であるディヘドラルドアはルーフ部分までまわりこみAピラーにもヒンジを持つダブルヒンジ式とされた。グレードは、標準車の「スタンダード」、「パフォーマンス」、「ラグジュアリー」の3タイプが用意される。

### メカニズム
エンジンは、MP4-12Cから3.8LV型8気筒ツインターボエンジンであるM838T型が長らく使用されていたが、720Sからは新エンジンである4.0LのM840T型が搭載される。これにより、最高出力は650Sの650馬力から720馬力と大幅に向上した。
油圧制御のサスペンションは「プロアクティブシャシーコントロールII」に進化、ドライブモードは「コンフォート」「スポーツ」「トラック」から選ぶ事ができる。また新機軸として特筆すべきは「可変ドリフト・コントロール機能」である。中央のインフォテイメント画面から指でスワイプするだけでドリフト角度を設定することができ、一般のドライバーでもドリフトが楽しめるとのことである。

### エクステリア・インテリア
720Sの最大の特徴でもあるアイソケット（眼窩）と称したヘッドライトユニットは照射角度がステアリングによって変化するアダプティブLEDマトリックスヘッドランプを採用、ヘッドライトの下部はデイライトを兼ねたシーケンシャルウインカーを搭載している。さらにその下部はオイルクーラーに空気が流される構造となる。650Sには両サイド後輪直前にエアインテークがあったが720Sはサイドウインドウ後方に設けられた。ドアパネルにはバージボードが設置されダウンフォース増加に寄与している。
インテリアではメーターパネルは折りたたみができるようになっており、サーキット走行などではパネルは折りたたまれタコメーターとスピードメーターのみ表示されるという仕組みである。

## モータースポーツ
グループGT3
2018年、グループGT3レギュレーションに準拠した720S GT3を発表し、12月のアブダビ12時間レースでデビュー。2019年から2022年現在までデリバリーがなされている。エンジンはベース車同様にM840Tを搭載し、トランスミッションは6速シーケンシャルパドルシフトを採用した。ルーフにはレギュレーションに指定されている脱出ハッチが設けられ、ボディにはロールケージによる補強がされている。
2019年のSUPER GTのGT300クラスにMcLaren Customer Racing Japanから参戦した。ドライバーは荒聖治とアレックス・パロウ。しかしながらベース車両の圧倒的なポテンシャルが性能調整という形で自らの首を絞めることになり、パワーダウンと重量増加に苦戦しつつ第6戦オートポリスでは2位を獲得。最終戦もてぎではポールポジションを獲得するも、翌年からはチーム郷がBMW Team Studieとジョイント参戦することになり（使用マシンはBMW M6 GT3）、そのまま720S GT3を使用するチームは消滅した。
SUPER GT以外ではスーパー耐久、GTワールドチャレンジ・ヨーロッパやGTワールドチャレンジ・アジア、スパ24時間レース、DTM、アジアン・ルマンなどに参戦している。
2023年2月には、改良型の720 GT3 Evoが発表された。ボディワークやサスペンションなどの改良が施され年内にもカスタマーに供給される。

## 日本での導入
2017年3月7日のジュネーブショーでの発表後、24時間を待たずに日本でも発表された。日本では同年7月から販売される予定。